# Xavier Costa Ferré
Xavier Costa Ferré (Amposta, 18 luglio 1986) è un hockeista su pista spagnolo.

## Palmarès

### Club

#### Titoli nazionali
- Campionato spagnolo: 1

Barcellona: 2015-2016
- Coppa del Re: 2

Vendrell: 2013
Barcellona: 2016
- Supercoppa di Spagna: 1

Barcellona: 2015

#### Titoli internazionali
- Coppa CERS/WSE: 2

Tenerife: 2007-2008
Vendrell: 2012-2013
- Supercoppa d'Europa/Coppa Continentale: 1

Barcellona: 2015-2016